# Малая Суета
Малая Суета — река в России, протекает по Таштагольскому району Кемеровской области.
Устье реки находится в 140 км от устья реки Мрассу по левому берегу. Длина реки составляет 26 км.

## Данные водного реестра
По данным государственного водного реестра России относится к Верхнеобскому бассейновому округу, водохозяйственный участок реки — Томь от истока до города Новокузнецк, без реки Кондома, речной подбассейн реки — Томь. Речной бассейн реки — (Верхняя) Обь до впадения Иртыша.